# Кандиба Сергій Михайлович
Сергі́й Миха́йлович Канди́ба (1978—2022) — підполковник Національної гвардії України, учасник російсько-української війни, що відзначився під час російського вторгнення в Україну. Герой України (2025, посмертно).

## Життєпис
Народився 20 липня 1978 року в м. Кривий Ріг. Закінчив 9 класів Криворізької загальноосвітньої школи № 81, потім — Криворізький автотранспортний технікум (спеціальність «технічне обслуговування та ремонт автомобілів та двигунів») та у 2005 році — Державний інститут підготовки та перепідготовки кадрів промисловості у м. Дніпропетровськц (спеціальність «технологія машинобудування»).
Протягом 1998–1999 — на строковій службі у 354-му навчальному механізованому полку Сухопутних військ Збройних сил України; від 2002 року — у 21-й окремій бригаді охорони громадського порядку імені П. Калнишевського Національної гвардії України.
З 2014 брав участь в антитерористичній операції та операції Об'єднаних сил на Сході України.
Початок російського вторгнення в Україну зустрів у м. Маріуполі. Був заступником командира батальйону з озброєння та техніки. Під час танкового наступу ворога підполковник Сергій Кандиба одним із перших влучив у ворожий танк, зупинивши на якийсь час його просування. Навіть після поранення він продовжував скеровувати дії бійців та виконувати бойові завдання. 2 травня 2022 року група під командуванням С. Кандиби переходила під щільним вогнем ворога на «Азовсталь». Група потрапила під артилерійський обстріл, в результаті якого підполковник Сергій Кандиба загинув..

## Нагороди
- Звання Герой України з удостоєнням ордена «Золота Зірка» (26 лютого 2025, посмертно) — за особисту мужність і героїзм, виявлені у захисті державного суверенітету та територіальної цілісності України, самовіддане служіння Українському народові[3].